# Ztracený potok
Ztracený potok je vodní tok ve Frýdlantském výběžku na severu České republiky. Pramení v Chráněné krajinné oblasti Jizerské hory na západním úbočí Smrku, severně od přírodní památky Klečoviště na Smrku. Odtud teče severozápadním směrem a východně od Svinského vrchu (756 m n. m.) se stáčí k severu. Když dosáhne úbočí Měděnce (777 m n. m.), opět se stočí k severozápadu a podél zdejší zpevněné cesty teče údolím mezi Měděncem a Svinským vrchem. V tomto údolí se nachází několik pramenů novoměstské kyselky. Ze severní strany potok míjí přírodní památku Pod Smrkem a vytéká z jizerskohorských lesů do pastvin a lučin. Postupně pod mostem podtéká silnici III/29011 (v těchto místech opouští Chráněnou krajinnou oblast Jizerské hory) a po dalších přibližně 650 metrech podtéká silnici III/29015. za ní vtéká do přírodního parku Peklo. V něm se za zhruba další kilometr jižně od Hajniště vlévá jako levostranným přítok Lomnice.